# Segete
Segete ist ein seit dem 14. November 1991 ausgewiesenes Naturschutzgebiet auf dem Gebiet der Gemeinde Gaienhofen im Landkreis Konstanz in Baden-Württemberg.

## Lage
Das rund sieben Hektar große Gebiet liegt nördlich des Kernortes Gaienhofen und westlich des Gaienhofener Ortsteils Horn auf einer durchschnittlichen Höhe von 444 m ü. NHN.

## Bedeutung
Es handelt sich bei dem Gebiet um ein Verlandungsmoor, eines der wenigen Zwischenmoore des westlichen Bodenseegebietes. Wesentlicher Schutzzweck ist die Erhaltung des Feuchtgebietes Segete als Lebensraum für seltene und gefährdete Tier- und Pflanzenarten.